# Andinodontis
Andinodontis is een geslacht van kevers uit de familie van de loopkevers (Carabidae). De wetenschappelijke naam van het geslacht is voor het eerst geldig gepubliceerd in 2010 door Erwin & Toledano.

## Soorten
Het geslacht Andinodontis omvat de volgende soorten:
- Andinodontis guzzettii Toledano & Erwin, 2010
- Andinodontis maveetyae Erwin & Maddison, 2010
- Andinodontis moreti Erwin & Toledano, 2010
- Andinodontis muellermotzfeldi Toledano & Erwin, 2010